# Nurin Nabilah Roslan
Nurin Nabilah Roslan (* 13. Januar 1998) ist eine ehemalige malaysische Tennisspielerin.

## Karriere
Roslan spielte hauptsächlich auf dem ITF Women’s Circuit, konnte allerdings noch keinen Turniersieg erzielen. Ihr Debüt auf der WTA Tour gab sie bei den BMW Malaysian Open 2016 mit einer Wildcard in der Qualifikation. Dort verlor sie in der ersten Runde gegen Polina Leikina mit 1:6 und 0:6.
Im Jahr 2013 und 2016 spielte Roslan für die malaysische Fed-Cup-Mannschaft. In ihrer Fed-Cup-Bilanz stehen vier Siege und vier Niederlagen zu Buche.
Seit 2016 bestritt Roslan kein Profiturnier.